# Nokia 2630
Il Nokia 2630 è un telefono cellulare GSM Nokia prodotto dal 2006. Il 2630 prende il posto del predecessore 2610, da cui eredita la maggior parte delle caratteristiche tecniche. Inoltre il 2630 è dotato di una fotocamera VGA e ha un design più sottile. Con i suoi 66 grami è il telefono più leggero mai prodotto dalla marca finlandese.

## Caratteristiche tecniche
- Reti: DualBand GSM 900 - 1800 MHz
- Dimensioni: 105 x 45 x 9,9 mm
- Massa con batteria in dotazione: 66 g
- Anno di uscita: 2007
- Batteria: Li-Ion 700 mAh (BL-4B)
- Kit acquisto: batteria, manuale, caricabatteria da viaggio, auricolare
- Autonomia in standby: 310 ore
- Autonomia in conversazione: 6 ore